# ملامحمود
ملامحمود یکی از روستاهای استان آذربایجان شرقی است که در دهستان عباس شرقی بخش تیکمه‌داش شهرستان بستان‌آباد واقع شده‌است.این روستا ۴۳ نفر جمعیت دارد.